# Servoy
Servoyは、JavaベースのWindows XP / Vista、macOS、そしてLinuxで使用できる RAD（Rapid Application Development：アプリケーション開発ツール）。iPhone、Windows CEなどの多くのモバイルプラットフォームで動作させることが可能。Servoyは Servoy Server、Servoy Developer Eclipse、Smart Client、Web Client、及びオプションの Servoy Runtime を含む。
Servoyは多くのデータベースと併用が可能。例えばSQL Anywhere、Oracle、Microsoft SQL Server、IBM DB2、IBM Informix、Sybase、OpenBase、MySQL、PostgreSQL、Firebirdなど。
Servoy用にプログラムを書く場合、JavaScriptを使用することができ、Java言語を使用して新規機能のプラグイン化・追加を行うことができる。
これらのバランス、セキュリティレベル、そして迅速な開発が可能なことで、Servoyの人気は確立されている。各国語へ容易にローカライズすることができ、ほとんどのSQLバックエンド・データベースで動作し、それらのモジュールの開発力と柔軟な拡張性の発揮を可能にしているためである。
わずかだが大企業の導入事例も報告がある、例えば米SONY、モトローラ、ウェルズ・ファーゴ、シマンテック、ハネウェル、ワーナー・ブラザースなど。各社はServoyを選び、利用している。
最新のバージョンである Servoy 3.5 では、HTTP Tunneling、TableEvents、Column Validators、モーダルウィンドウ、Enhanced Relations などを採用すると同時に、Ajaxによる機能追加で利用者へのユーザビリティ、ニーズにも対応している。